# Cydrela insularis
Cydrela insularis is een spinnensoort uit de familie van de mierenjagers (Zodariidae).
De wetenschappelijke naam van de soort werd in 1899 als Capheris insularis gepubliceerd door Reginald Innes Pocock.